# محسن طرحانی
محسن طرهانی (زادهٔ ۳۰ دی ۱۳۶۸) بازیکن فوتبال اهل ایران است که در پست مدافع راست برای باشگاه فوتبال مس شهربابک در لیگ آزادگان بازی می‌کند.

## دوران باشگاهی

### گل‌گهر سیرجان
وی اولین بازی خود در لیگ برتر خلیج فارس را در هفته چهارم لیگ برتر فوتبال ایران ۹۹–۱۳۹۸، مقابل باشگاه فوتبال تراکتور انجام داد.
دوران باشگاهی
وی سابقه بازی برای تیم های گل‌گهر سیرجان، مس رفسنجان ، خیبر خرم‌آباد ، هوادار تهران و شمس آذر قزوین را دارد.